# Puc (pueblo)
Puc [pronunciación en polaco: /puts/] (en casubio: Pùc) es un pueblo ubicado en el distrito administrativo de Gmina Kościerzyna, dentro del Condado de Kościerzyna, Voivodato de Pomerania, en Polonia del norte. Se encuentra aproximadamente a 7 kilómetros al este de Kościerzyna y a 44 kilómetros al suroeste de la capital regional Gdańsk.
Para detalles de la historia de la región, véase Historia de Pomerania.
El pueblo tiene una población de 168 habitantes.